# Sérandon
Sérandon – miejscowość i gmina we Francji, w regionie Nowa Akwitania, w departamencie Corrèze.
Według danych na rok 1990 gminę zamieszkiwały 342 osoby, a gęstość zaludnienia wynosiła 10 osób/km² (wśród 747 gmin Limousin Sérandon plasuje się na 331. miejscu pod względem liczby ludności, natomiast pod względem powierzchni na miejscu 128.).